# Helmut Gams
Helmut Gams (* 25. September 1893 in Brünn, Mähren; † 13. Februar 1976 in Innsbruck) war ein schweizstämmiger, österreichischer Botaniker. Sein offizielles botanisches Autorenkürzel lautet „Gams“.

## Leben und Wirken
Helmut Gams studierte an der Universität Zürich, wo er 1918 zum Dr. phil. promoviert wurde. Aufgrund seiner schon damals umfassenden Pflanzenkenntnisse berief man ihn in die Münchner „Hegi-Redaktion“, wo er von 1920 bis 1923 als Assistent bei Gustav Hegi an der Universität München an dessen „Illustrierter Flora von Mittel-Europa“ mitarbeitete. Er begründete die „Biologische Station Mooslachen“ bei Wasserburg am Bodensee und war lange Jahre deren Leiter. 1929 erfolgte die Habilitation an der Universität Innsbruck, wo er zunächst als Privatdozent, später als Extraordinarius, seit 1949 als Ordinarius und zuletzt seit 1964 als Professor emeritus bis an sein Lebensende wirkte. Seit 1956 war er Mitglied der Leopoldina.
Gams arbeitete vor allem als Kryptogamenkundler und begründete die Kleine Kryptogamenflora, die er bis zu seinem Tode herausgab. Er bearbeitete in dieser Reihe vor allem die Moose, Flechten und Algen.
Er leistete auch auf dem Gebiet der Pollenanalyse Pionierarbeit. Zusammen mit Volkmar Vareschi untersuchte er Moore, Seen und Gletschereis und erzielte dabei wegweisende Ergebnisse, die auch in die medizinische Palynologie Eingang fanden. In der Folge wurde auch am Botanischen Institut der Universität Innsbruck eine Abteilung für Palynologie eingerichtet.
Im Jahre 1918 (s. Literaturliste) führte Gams den Begriff der Synusie in die Wissenschaft von den Pflanzengemeinschaften (Phytozoenologie) ein.

## Schriften
- 1918: Prinzipienfragen der Vegetationsforschung: ein Beitrag zur Begriffserklärung u. Methodik der Biocoenologie, Dissertation.
- 1923: Postglaziale Klimaaederungen und Erdkrustenbewegungen in Mitteleuropa. Zusammen mit Rolf Nordhagen sowie mit einem Beitrag von Carl Troll. 336 S.
- 1927: Von den Follatères zur Dent de Morcles. Vegetationsmonographie aus dem Wallis. Bern. 760 S.
- 1929: Remarques ultérieures sur l’histoire des Pinerais du Valais comparées à celle de l'Europe orientale. In: Bull. Murithienne 46: 76-96.
- 1929: Die postarktische Geschichte des Lüner Sees im Rätikon. Jahrbuch der Kaiserlich-Königlichen Geologischen Reichsanstalt 79, S. 531–570 (zobodat.at [PDF]; 2,9 MB)
- 1931: Pflanzenwelt Vorarlbergs. 76 S.
- 1931: Pflanzenwelt und Vorbedingungen der Pflanzenwirtschaft. Zusammen mit Carl Troll.
- 1931: Die Fortschritte in der Erforschung der Flora und Vegetation von Tirol in den letzten Jahren. Berichte des naturwissenschaftlichen-medizinischen Verein Innsbruck 42, S. 185–194 (zobodat.at [PDF]; 598 kB)
- 1931/32: Die klimatische Begrenzung von Pflanzenarealen und die Verteilung der hygrischen Kontinentalität in den Alpen. In: Zeitschr. Ges. Erdkunde Berlin 1931: 321–346, 1932: 52-68, 178–198.
- 1934: Zweiter Bericht über die Fortschritte in der Erforschung der Flora und Vegetation von Tirol (Fortsetzung des Berichtes im Jahrgang 42, 1931). Berichte des naturwissenschaftlichen-medizinischen Verein Innsbruck 43_44, S. 369–377 (zobodat.at [PDF]; 690 kB)
- 1935: Siebente internationale pflanzengeographische Exkursion. Österreichische Botanische Zeitschrift = Plant Systematics and Evolution 84, S. 225–227
- 1936: Rindenflechten der Alpen
- 1936: Beiträge zur pflanzengeographischen Karte Österreichs. Teil I: Die Vegetation des Großglocknergebietes. In: Abh. Zool.-Bot. Ges. Wien 16 (2): 1-79. Wien (zobodat.at [PDF]; 62,9 MB)
- 1938: Über einige flechtenreichen Trockenrasen Mitteldeutschlands. In: Hercynia, Abh. Bot. Ver. Mitteldeutschl. 1 (2). Halle.
- 1938: Dritter Bericht über die Fortschritte in der Erforschung der Flora und Vegetation in Tirol. (Fortsetzung der Berichte im Jahrg. 42, 1931, und 43/44, 1934). Berichte des naturwissenschaftlichen-medizinischen Verein Innsbruck 45_46, S. 29–33 (zobodat.at [PDF]; 470 kB)
- 1939: Die Hauptrichtungen der heutigen Biozönotik. In: Chronica Botanica 5 (2/3). Leiden.
- 1939: Carl Schröter und seine vegetationskundliche Schule. In: Der Biologe 8 (6). München.
- 1940: Kleine Kryptogamenflora von Mitteleuropa Band I: Die Moos- und Farnpflanzen (Archegoniaten). Kleine Kryptogamenflora von Mitteleuropa 1, S. 1–184
- 1943: Der Sanddorn (Hippophae rhamnoides) im Alpengebiet. In: Beih. Bot. Centralbl. 62, Abt. B: 68-96.
- 1947: Das Ibmer Moos. In: Jahrbuch des Oberösterreichischen Musealvereines. Jahrgang 92, Linz 1947, S. 289–338 (zobodat.at [PDF; 6,5 MB]).
- 1947: Wesen und Stand der Palynologie. Mikroskopie – Zentralblatt für Mikroskopische Forschung und Methodik 2, S. 65–67 (zobodat.at [PDF]; 389 kB)
- 1948: Besprechungen. Österreichische Botanische Zeitschrift = Plant Systematics and Evolution 94, S. 295–299, mit Lothar Geitler, K. Höfler
- 1948: Die Fortschritte der alpinen Moorforschung von 1932 bis 1946. Österreichische Botanische Zeitschrift = Plant Systematics and Evolution 94, S. 235–264
- 1949: Das Ibmer Moos. Ergänzungen und Berichtigungen. In: Jahrbuch des Oberösterreichischen Musealvereines. Jahrgang 94, Linz 1949, S. 259–260 (zobodat.at [PDF; 307 kB]).
- 1949: Die Gründung der internationalen Union für Naturschutz. Natur und Land 1949_5, S. 88–90
- 1949: Naturschändung – für wen?. Natur und Land 1949_8, S. 145–147
- 1950 Die IX. Internationale Pflanzengeographische Exkursion durch Irland im Juli 1949. In: Phyton (Horn). Band 2, Nr. 1–3, 1950, S. 8–10 (zobodat.at [PDF; 905 kB; abgerufen am 20. April 2023]).
- 1953: Die Biographische Stellung der Pasterzenlandschaft. Carinthia II 142_62, S. 27–35 (zobodat.at [PDF]; 823 kB)
- 1953: Die Aufforstung und Bewässerung der südosteuropäischen, vorder- und mittelasiatischen Steppen und Wüsten. Natur und Land 1953_5-6, S. 57–63
- 1953: Beiträge zur Kenntnis der arktisch-alpinen Saginen. In: Phyton (Horn). Band 5, Nr. 1–2, 1953, S. 107–117 (zobodat.at [PDF; 2,7 MB; abgerufen am 20. April 2023]).
- 1954: Neue Beiträge zur Vegetations- und Klimageschichte der nord- und mitteleuropäischen Interglaziale. In: Experientia 10 (9): 357-396.
- 1960: Nachträge zur Flora und Vegetation des Olymps. Österreichische Botanische Zeitschrift = Plant Systematics and Evolution 107, S. 177–193
- 1964: Die Bedeutung der afromontanen und afroalpinen Floren für die Geschichte der mediterran-montanen und alpinen Floren. In: Phyton (Horn). Band 11, Nr. 1–2, 1964, S. 1–17 (zobodat.at [PDF; 4,8 MB; abgerufen am 20. April 2023]).
- 1967: Flechten: (Lichenes). 244 S. – (Kleine Kryptogamenflora – Band 3)
- 1969: Makroskopische Süßwasser- und Luftalgen. 1969. – 63 S. (Kleine Kryptogamenflora: Band 1, Makroskopische Algen)
- 1973: Die Moos- und Farnpflanzen: (Archegoniaten). 248 S. (Kleine Kryptogamenflora / Band 4)
- 1974: Makroskopische Meeresalgen. 119 S. (Kleine Kryptogamenflora: Band 1, Makroskopische Algen)
- 1974: Zur Problematik der Sippen- und Zönosen-Areale. In: Phyton (Horn). Band 16, Nr. 1–4, 1964, S. 65–74 (zobodat.at [PDF; 2,6 MB; abgerufen am 20. April 2023]).